# مثلث شانگهای
مثلث شانگهای (Shanghai Triad) فیلمی چینی به کارگردانی ژانگ ییمو با بازی گونگ لی که در سال ۱۹۹۵ منتشر شد.
عنوان چینی خوانده شده "Row, Row, row اشاره به لالایی سنتی چینی دارد. این فیلم آخرین همکاری بین ژانگ ییمو و بازیگر گونگ لی در دهه ۱۹۹۰ بود؛ این همکاری موفق با ذرت سرخ آغاز و به یک رابطه عاشقانه تبدیل شده بود.

## بازیگران
- وانگ شیا شیا به عنوان تانگ Shuisheng
- گونگ لی به عنوان شیائو Jinbao
- Li Xuejian به عنوان عمو لیو
- Li Baotian به عنوان تانگ
- فو بیاو به عنوان ژنگ رئیس شماره سه
- یانگ Qianguan به عنوان Ajiao
- جیانگ بایشان به عنوان Cuihaoهای Ajiao

.

## جوایز و نامزدی‌ها
- جشنواره فیلم کن (۱۹۹۵)
  - ویژگی‌های جایزه بزرگ[۴]
- Camerimage جوایز (۱۹۹۵)
  - قورباغه طلایی — Lü یو (نامزد)
- Los Angeles Film Critics Association Awards (سال ۱۹۹۵)
  - LAFCA جایزه بهترین فیلمبرداری — Lü یو
- حلقه منتقدان فیلم نیویورک (سال ۱۹۹۵)
  - جایزه حلقه منتقدان فیلم نیویورک برای بهترین فیلمبرداری — Lü یو
- هیئت ملی نقد (۱۹۹۵)
  - NBR جایزه بهترین فیلم زبان خارجی
- ۵۳ جوایز گلدن گلوب (۱۹۹۶)
  - گلدن گلوب بهترین فیلم خارجی زبان (نامزد)
- ۶۸ جوایز اسکار (۱۹۹۶)
  - بهترین فیلمبرداری — Lü یو (نامزد)

.